# Szklary (powiat rzeszowski)
Szklary – wieś w Polsce położona w województwie podkarpackim, w powiecie rzeszowskim, w gminie Hyżne.
W latach 1975–1998 miejscowość należała administracyjnie do województwa rzeszowskiego.
Przez miejscowość przebiega droga wojewódzka nr 835, a swój początek ma droga wojewódzka nr 877.
Słynie m.in. z Przeworskiej Kolei Dojazdowej i położonego na terenie wsi tunelu tej kolejki.

## Integralne części wsi
| SIMC    | Nazwa       | Rodzaj    |
| ------- | ----------- | --------- |
| 0651329 | Górki       | część wsi |
| 0651335 | Góry        | część wsi |
| 0651341 | Kolanówka   | część wsi |
| 0651358 | Kopanina    | część wsi |
| 0651364 | Leśniakówki | część wsi |
| 0651401 | Mierzwówka  | część wsi |
| 0651370 | Młyn        | część wsi |
| 0651387 | Potoki      | część wsi |
| 0651393 | Rola        | część wsi |
| 0651418 | Stawki      | część wsi |
| 0651424 | Stęporów    | część wsi |
| 0651430 | Zagumnie    | część wsi |

## Historia
W czasie okupacji niemieckiej mieszkający we wsi Wojciech Patroński udzielił pomocy Żydom, m.in. Aleksandrowi Metzowi. Jesienią 1942 do domu Patrońskiego przyjechał niemiecki żandarm, który wcześniej został poinformowany o ukrywających się Żydach. Znalazł ich, wyprowadził na pole i zastrzelił. Zamordowany został również Wojciech Patroński. W 2004 roku Instytut Jad Waszem podjął decyzję o przyznaniu Wojciechowi Patrońskiemu tytułu Sprawiedliwych wśród Narodów Świata